# Lycée Paul-Cézanne
 (mars 2022).
Si vous disposez d'ouvrages ou d'articles de référence ou si vous connaissez des sites web de qualité traitant du thème abordé ici, merci de compléter l'article en donnant les références utiles à sa vérifiabilité et en les liant à la section « Notes et références ».
Le lycée Paul-Cézanne est un établissement du secondaire de la ville d'Aix-en-Provence. 
Il est en activité depuis 1962 et accueille plus de 2 100 élèves, réparties dans les classes de seconde, première et terminale, ainsi que dans des classes préparatoires littéraires (A/L) et scientifiques.

## Historique
L'histoire du lycée Paul-Cézanne d'Aix-en-Provence remonte à 1962, date à laquelle ouvre sur cet emplacement près de la Torse un lycée de jeunes filles qui vient remplacer l'établissement de la place des Prêcheurs. Ouvert en septembre 1962, le lycée devient progressivement mixte, les garçons étant admis dans les classes préparatoires et d'enseignement commercial. Jusqu'en 1970, le port de la blouse y est obligatoire et celui du pantalon interdit. Cette date marque l'introduction de classes totalement mixtes au sein de l'établissement.
Des travaux de rénovation sont entrepris en 1992 sur l'initiative du Conseil régional, puis d'autres en 2002.

## Effectifs
En 2012-2013, la population scolaire du lycée se répartissait comme suit :
- Second cycle :
  - Secondes : 559
  - Premières : 481
  - Terminales : 488
- Post-baccalauréat :
  - CPGE économiques et commerciales : 93
  - CPGE littéraires : 103
  - CPGE scientifiques : 245